# Vélomaritime
De Vélomaritime is een langeafstandsfietsroute in Frankrijk. De route loopt langs de kust van de Atlantische Oceaan en het Kanaal, van Roscoff in Bretagne naar de grens met België ter hoogte van Bray-Dunes. De route maakt deel uit van internationale langeafstandsfietsroutes, in zijn geheel van de EuroVelo EV4 Midden-Europaroute, en ten noorden van Calais van de EuroVelo EV12 Noordzeeroute. Het traject is bewegwijzerd in twee richtingen.

## Traject
De route doorkruist Bretagne, Normandië en Hauts-de-France. Onderweg zijn er veel bezienswaardigheden als Mont Saint-Michel, de D-Day-stranden en steden als Saint-Malo, Caen, Le Havre. In Calais kan worden aangesloten op de EV5 Via Romea Francigena. Vanaf Calais tot de grens loopt de EV12 Noordzeeroute parallel mee. In Bray-Dunes passeert de route de grens met België.
De route loopt het gehele traject parallel met de EV4.

## Aansluitingen met Europese routes
- In Roscoff sluit de route aan op de EuroVelo EV1 Atlantische Kustroute.
- De route loopt het gehele traject parallel met de EuroVelo EV4 Midden-Europaroute.
- Tussen Calais en Bray-Dunes loopt de route parallel met de EuroVelo EV12 Noordzeeroute.
- In Calais sluit de route aan op de EuroVelo EV5 Via Romea Francigena.
- In Bray-Dunes sluit de route aan op de EuroVelo EV4 Midden-Europaroute en de EuroVelo EV12 Noordzeeroute in België.

## Aansluitingen met andere LF- of icoonroutes
- Na Bray-Dunes in De Panne sluit de route aan op de LF Kustroute.

## Aansluitingen met regionale routes
- In het noorden van de regio Hauts-de-France kan op elk willekeurig punt gebruik worden gemaakt van het fietsroutenetwerk ter plaatse.